# Tiglyl-coenzyme A
La tiglyl-coenzyme A, abrégée en tiglyl-CoA, est le thioester de l'acide tiglique avec la coenzyme A. C'est un intermédiaire du métabolisme de l'isoleucine en acide propanoïque.